# 李瀚灝
李瀚灝（英語：Li Hon Ho，1986年7月14日—），香港足球運動員，生於香港，司職守門員，目前效力香港超級聯賽球會北區。

## 球會生涯
李瀚灝生於香港，早年就讀新界鄉議局大埔區中學和仁濟醫院董之英紀念中學，在大埔長大的他獲教練盧國華介紹他到香港08，開始正式的足球訓練。2004年，李瀚灝轉投日之泉JC晨曦擔任學徒球員，球隊當時兩位守門員是香港及澳門首屈一指的陳家麒及陳達燊，在晨曦的兩年間，苦無上陣機會。2006年，李瀚灝經朋友介紹下加盟初次升上香港甲組足球聯賽的地區球隊新界地產和富大埔，並成為球隊正選守門員，開季的表現一般。但大埔在將士用命下，在該季更擊敗愉園和傑志等球隊。2008－09年度球季，李瀚灝的表現進步不少，他指乃得力於球會教練張寶春當時特別指導。張寶春為前香港奧運隊門將，亦曾擔任香港青年軍守門員訓練員，李瀚灝表示張寶春教練除了日常的守門員訓練，更教會了他控制比賽節奏，失球後放鬆以及振奮士氣。季末李瀚灝更於香港足球明星選舉奪得最佳年青球員。而和富大埔先後在2007至2009年間，先後奪得聯賽季軍和足總盃冠軍，進軍亞協盃賽事。
2010年5月30日，李瀚灝宣佈將加盟天水圍飛馬，以取代離隊的葉鴻輝，但表現未如理想，飛馬更在亞協分組賽中出局。2011－12年度球季，李瀚灝回歸和富大埔重奪正選，大埔在2012/13球季中勇奪銀牌冠軍，但季尾最後一場賽事，被橫濱FC香港迫和降班收場。2013－14年度球季，李瀚灝加盟東方，當時另一守門員是來自巴西的保羅，李瀚灝為球隊的二號門將。在效力東方兩年間，他的心態有所改變，心理質素及閱讀球賽能力都在改善。葉鴻輝在2014年重投東方，這也是李瀚灝和葉鴻輝在 東亞運後首次做隊友。2015年7月，李瀚灝再度重返和富大埔，但和富大埔最終降班收場，球隊亦被足總邀請挽留，惟球隊最後因沒有贊助商而沒有留班，曾被夢想駿其主教練梁志榮邀請加盟，但李瀚灝選擇繼續留下轉戰香港甲組聯賽，並邊修讀毅進課程。2016－17球季，李瀚灝帶領大埔勇奪港甲冠軍第3度升班出戰頂級聯賽。於2017年5月3日為和富大埔奪得當屆的菁英盃冠軍。
2017-18年度球季，李瀚灝為和富大埔奪得下季亞洲球會賽事參賽資格。
2020年8月16日，李瀚灝宣佈退役，投身保險業界。
2020-21年度球季，李瀚灝再次為和富大埔效力，出戰香港甲組聯賽。2022-23球季，李瀚灝隨隊重返港超聯。球季結束後加盟甲組球會中西區。
2024-25球季，李瀚灝再戰港超聯，加盟升班馬九龍城。
2025-26球季，李瀚灝加盟港超聯球會北區。

## 國際賽生涯
在2008年底，聯同隊友前鋒李威廉一同入選香港足球代表隊，成為首兩名入選香港足球代表隊的新界地產和富大埔球員。李瀚灝之後入選香港奧運隊，於 2009年東亞運足球項目中上陣，身穿一號球衣的他曾經在分組賽首場以4－1擊敗韓國隊的賽事中正選上陣，而香港隊最終亦勇奪金牌。

## 個人生活
出道時李瀚灝一直以新潮多變的髮型而為人注目，例如「爆炸頭」或束「馬尾」。及後一段時間李瀚灝卻以簡樸髮型示人，他說是因為希望能夠低調一點，希望球迷更留意他的把關技術，而不是髮型。
讀書年代的李瀚灝喜歡流連網吧打機度日，當上門將位置亦只是因為小時候沒有朋友願意守門而被迫把關。及後隨香港08的學徒計劃分配到晨曦，每日負責擔水收衫點人數，而亞協作客賽事則當作免費旅行，他說自己直到轉投新界地產和富大埔，首三仗失13球後，才學會認真。而他亦已經考了地產經紀牌。
李瀚灝選擇的63號球衣代表「九點通殺」。
職業球員生涯結束後，李瀚灝現職為一名保險經紀。

## 榮譽
東方沙龍
- 香港足總盃冠軍（2013–14季度）
- 香港高級組銀牌冠軍（2014–15季度）

晨曦
- 香港甲組足球聯賽冠軍 (2004–05季度)
- 香港高級組銀牌冠軍 (2004–05季度)
- 香港足總盃冠軍（2004–05季度，2005–06季度）
- 香港聯賽盃冠軍 (2004–05季度)
- 香港傑出運動員選舉 香港最佳運動隊伍（2005年）

和富大埔
- 香港足總盃冠軍（2008–09季度）
- 香港高級組銀牌冠軍（2012–13季度）
- 香港甲組聯賽冠軍（2015−16季度）
- 香港菁英盃冠軍（2016–17季度）
- 香港超級聯賽冠軍（2018–19季度）

香港代表隊
- 省港盃冠軍 (2009年)
- 港澳埠際賽冠軍（2009、2010年）
- 東亞運動會足球項目金牌（2009年）
- 香港傑出運動員選舉 香港最佳運動隊伍（2009年）

個人
- 香港足球明星選舉 最佳年青球員（2008–09季度）

## 外部連結
- 香港足球總會球員註冊資料 （页面存档备份，存于）